# Vladimir Kesarev
Vladimir Petrovitch Kesarev (en russe : Владимир Петрович Кесарев) est un footballeur puis entraîneur russe, international l'Union soviétique, né le 26 février 1930 à Moscou et mort le 19 janvier 2015 dans la même ville. Il évolue au poste de Défenseur du milieu des années 1950 au milieu des années 1960. Il effectue toute sa carrière au Dinamo Moscou et remporte l'Euro 1960 avec son pays.

## Biographie
Vladimir Kesarev débute au Dinamo Moscou lors de la saison 1956 qui voit le Dynamo se faire battre par le voisin du Spartak Moscou en championnat. Il gagne le titre en 1957 devant l'autre club moscovite, le Torpedo Moscou. Vladimir Kesarev obtient cette même année sa première sélection en équipe nationale.
En 1958, Vladimir Kesarev et le Dynamo terminent deuxième du championnat derrière le Spartak. Avec l'équipe nationale, il participe à la coupe du monde de football 1958 où il est titularisé à tous les matchs de l'URSS pendant cette compétition mais lui et son pays sont éliminés lors des quarts de finale par la Suède sur le score de 2-0.
La saison 1959 voit Vladimir Kesarev gagner un deuxième titre de champion soviétique. L'année suivante, il est sélectionné pour participer à la phase finale de l'Euro 1960 remporté par l'URSS. Il n'est cependant pas titulaire lors de la compétition.
La saison 1963 le voit remporté son troisième et dernier championnat avant l’arrêt de sa carrière à la fin de la saison 1965.
Vladimir Kesarev devient ensuite entraîneur et s'occupe des jeunes du Dinamo de 1967 à 1980. En 1981, il devient l'entraîneur du FC Dynamo Vologda qu'il dirige pendant quatre ans. En 1985, il prend en charge pendant une saison le Dynamo Kashira puis l'année suivante le FK Dinamo Makhatchkala. Après trois ans sans club, il dispute deux dernières saisons comme entraîneur au Dynamo Iakoutsk.
Il meurt le 19 janvier 2015 à Moscou.

## Statistiques
| Saison                | Club                  | Championnat           | Championnat | Championnat | Coupe(s) nationale(s) | Coupe(s) nationale(s) | Total | Total |
| Saison                | Club                  | Division              | M.          | B.          | M.                    | B.                    | M.    | B.    |
| 1956                  | Dynamo Moscou         | D1                    | 14          | 0           | -                     | -                     | 14    | 0     |
| 1957                  | Dynamo Moscou         | D1                    | 21          | 0           | 2                     | 0                     | 23    | 0     |
| 1958                  | Dynamo Moscou         | D1                    | 21          | 1           | 3                     | 0                     | 24    | 1     |
| 1959                  | Dynamo Moscou         | D1                    | 22          | 0           | 1                     | 0                     | 23    | 0     |
| 1960                  | Dynamo Moscou         | D1                    | 14          | 0           | 1                     | 0                     | 15    | 0     |
| 1961                  | Dynamo Moscou         | D1                    | 27          | 0           | 3                     | 0                     | 30    | 0     |
| 1962                  | Dynamo Moscou         | D1                    | 29          | 0           | 4                     | 2                     | 33    | 2     |
| 1963                  | Dynamo Moscou         | D1                    | 30          | 0           | 3                     | 0                     | 33    | 0     |
| 1964                  | Dynamo Moscou         | D1                    | 16          | 0           | 5                     | 0                     | 21    | 0     |
| 1965                  | Dynamo Moscou         | D1                    | -           | -           | 1                     | 0                     | 1     | 0     |
| Total sur la carrière | Total sur la carrière | Total sur la carrière | 194         | 1           | 23                    | 2                     | 217   | 3     |

## Palmarès
- Champion d'URSS en 1957, 1959 et 1963 avec le Dinamo Moscou.
- Vice-champion d'URSS en 1956, 1958 avec le Dinamo Moscou.

- Vainqueur de l'Euro 1960 avec l'URSS.